# Malaquias Ferreira Leal
Malaquias Ferreira Leal (c. 1787 - 22 de Dezembro de 1859) foi um arquitecto português, tendo ocupado o cargo de Arquitecto da Cidade de Lisboa.
Terá nascido em Lisboa por volta de 1787 ou 1790, filho de José Ferreira Leal, Escrivão das Diligências das Obras, lugar da Intendência das Obras Públicas. Poderá ter recebido a formação básica escolar e os primeiros conhecimentos teóricos e práticos de Desenho na Real Casa Pia de Lisboa, na altura instalada no Castelo de São Jorge. Matriculou-se, a 12 de Junho de 1805, por cinco anos, na Aula Pública de Desenho, como aluno de Eleutério Manuel de Barros (1754-1818). Fez a sua primeira aprendizagem profissional na Casa do Risco das Obras Públicas até à entrada na Câmara Municipal de Lisboa, em 23 de Fevereiro de 1815, como Arquitecto da Cidade, sucedendo a José Manuel de Carvalho Negreiros, falecido nesse ano.
Casou com D. Emília Casimira Coutinho da Gama Pedegache (29 de Junho de 1780 - 31 de Agosto de 1856), filha de Miguel Tobério Pedegache Brandão Ivo (c. 1730 - c. 1794), que terá desenhado em conjunto uma série de seis estampas alusivas a Lisboa após o terramoto de 1755, editada em Paris em 1757 e gravadas por Jacques Philippe Le Bas, primeiro gravador do Rei de França.
Foi professor de Desenho da Real Casa Pia de Lisboa (já com instalações no Desterro), de, pelo menos, 1817, até 1822.
Abandonou o cargo de arquitecto camarário por volta de 1855, após cerca de 40 anos de serviço do município e da cidade. Dentre os seus projectos, encontram-se o chafariz do Largo do Mastro, o Chafariz da Praia no Largo da Princesa, ou mesmo a Praça de Touros do Campo de Santana.